# Ohey

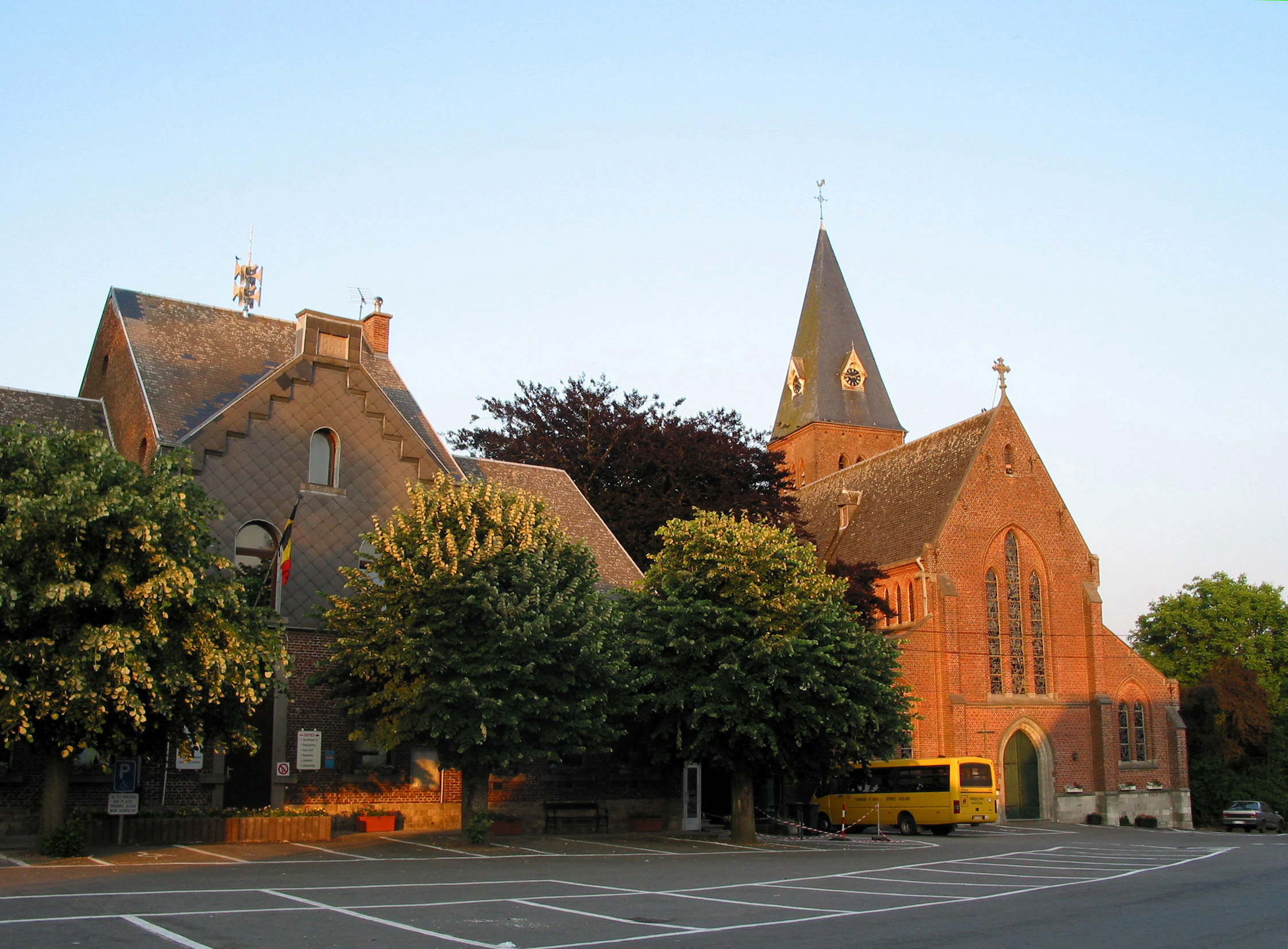
Ohey, el ayuntamiento y la Iglesia de San Pedro.

Ohey (en valón: Ohè) es un municipio belga de la provincia de Namur.

## Datos
- Población a 1 de enero de 2019: 5.127 habitantes.
- La superficie total es de 56,62 km²
- Densidad: 90,55 habitantes por km².

## Geografía

### Secciones del municipio
El municipio comprende los antiguos municipios, que se fusionaron en 1977:
| - Ohey - Evelette - Haillot - Perwez - Goesnes - Jallet |

## Demografía

### Evolución
Todos los datos históricos relativos al actual municipio, el siguiente gráfico refleja su evolución demográfica, incluyendo municipios después de efectuada la fusión el 1 de enero de 1977.
| Gráfica de evolución demográfica de Ohey entre 1846 y 2020 |
|                                                            |